# Àngel Baixeras
Àngel Josep Baixeras i Roig (Barcelona, 1834-Barcelona, 6 de noviembre de 1892) fue un arquitecto y urbanista español.

## Trayectoria

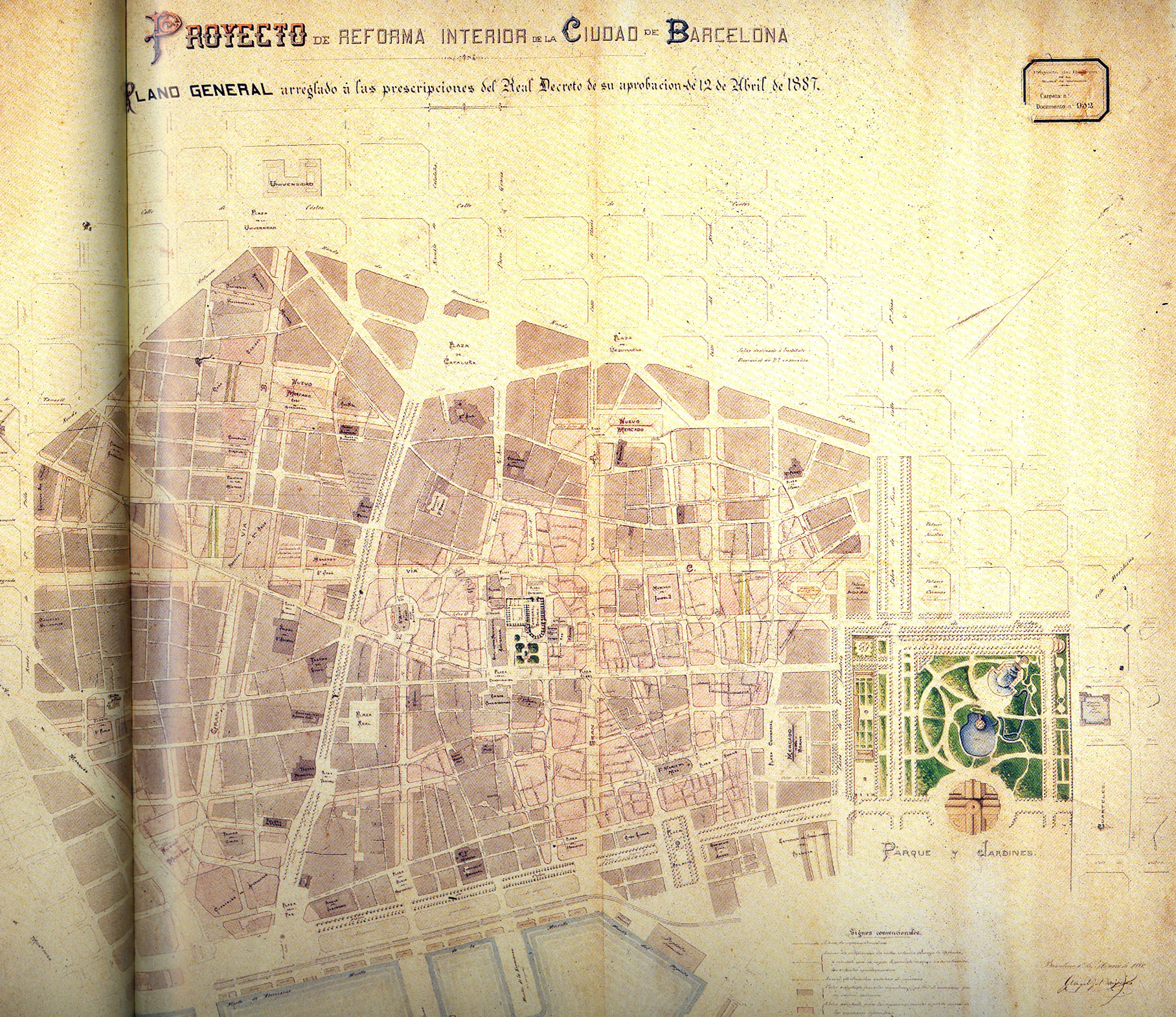
Plan de reforma interior de Barcelona (1878).

Es conocido principalmente por la elaboración de un proyecto urbanístico de reforma del casco viejo de Barcelona, el Plan de reforma interior de Barcelona (1878). La Ciudad Condal vivía a finales del siglo XIX la expansión de su territorio proyectada en el plan de Ensanche elaborado por Ildefonso Cerdá en 1859. Este plan preveía la apertura de tres grandes avenidas en el núcleo antiguo de la ciudad: dos que conectarían el Ensanche con la costa (Muntaner y Pau Claris-Vía Layetana) y otra en sentido perpendicular (avenida de la Catedral).
Sin embargo, el Plan Cerdá se desarrolló principalmente fuera de las murallas de la ciudad, debido a la especulación inmobiliaria, dejando de lado las mejoras necesarias para el acondicionamiento de la parte vieja de la ciudad. Se planteó entonces la necesidad de un proyecto de «reformas interiores», con el objetivo de modernizar el núcleo antiguo. Así, en 1878 Baixeras presentó un proyecto de remodelación profunda de la parte antigua de la ciudad, que recogía el proyecto de Cerdá de apertura de tres grandes vías —denominadas inicialmente A, B y C—, junto con otras intervenciones menores.
El proyecto no se aprobó hasta 1895, muerto ya Baixeras. Se encargó entonces de la iniciativa el Ayuntamiento de Barcelona, que compró los derechos de autor al hermano de Baixeras por 950 000 pesetas. El proyecto tenía un presupuesto de 177 959 907 pesetas, y supuso la expropiación de 1990 casas. Tras un acuerdo entre el Ayuntamiento y el Banco Hispanocolonial para la financiación del proyecto (1907), las obras comenzaron en 1908, aunque el proyecto original solo se realizó parcialmente, ya que solo se construyó la vía A, rebautizada como Vía Layetana. Se diseñó una avenida de aspecto uniforme, por lo que la mayoría de edificios son de aspecto novecentista, con cierta influencia de la Escuela de Chicago.
Las críticas a las obras de apertura de esta vía, que comportaron numerosos derribos de casas, paralizaron la construcción de los otros dos viales previstos por Baixeras, aunque con posterioridad se hicieron algunas intervenciones puntuales en estos lugares, sobre la base de los proyectos de Antoni Darder (1918), Joaquim Vilaseca (1932) y Soteras-Bordoy (1956). La vía B se construyó parcialmente y en diversos sectores: la avenida de las Atarazanas (Drassanes), entre la plaza del Portal de la Paz y la calle Nueva de la Rambla; y la rambla del Raval, que conecta con la anterior con la calle de San Olegario, y llega hasta la calle del Hospital, desde la cual el plan preveía enlazar con la calle de Muntaner, tramo que no se ha realizado. Por su lado, la vía C se construyó entre las plazas Nueva y de Antonio Maura, aprovechando los espacios dejados por la destrucción de diversas casas en unos bombardeos durante la Guerra Civil, y fue rebautizada como avenida de la Catedral en 1942.
En su testamento, Baixeras donó 500 000 pesetas para la construcción de un colegio, lo que permitió la construcción de un centro escolar que lleva su nombre (1920), situado en la Vía Layetana que él proyectó.